# Каролина фон Мандершайд-Бланкенхайм
Каролина Фелицитас Енгелберт фон Мандершайд-Бланкенхайм (на немски: Karoline Felicitas Engelberte von Manderscheid-Blankenheim; * 3 ноември 1768, Виена; † 11 юни 1831, Виена) е графиня на Мандершайд-Бланкенхайм и чрез женитба княгиня на Лихтенщайн (1783 – 1805).

## Биография
Тя е дъщеря на граф Йохан Вилхелм фон Мандершайд-Бланкенхайм (1708 – 1772) и третата му съпруга графиня Йохана Максимилиана Франциска фон Лимбург-Щирум (* 16 февруари 1744; † 31 юли 1772), дъщеря на граф Кристиан Ото фон Лимбург-Щирум и третата му съпруга принцеса Каролина Юлиана София фон Хоенлое-Валденбург-Шилингсфюрст.
Каролина фон Мандершайд-Бланкенхайм остава вдовица на 24 март 1805 г. и 26 години живее главно във Виена, където умира на 62 години на 11 юни 1831 г. Погребана е в гробището Хицинг във Виена.

## Фамилия
Каролина фон Мандершайд-Бланкенхайм се омъжва на 16 ноември 1783 г. във Валтице за 9. княз Алоис Йозеф фон Лихтенщайн (* 14 май 1759, Виена; † 24 март 1805, Виена). Бракът е бездетен.
Тя има обаче две извънбрачни деца с нейния дългогодишен любовник Франц фон Лангендонк, хауптман в императорската австрийска войска:
- дъщеря
- Карл Лудвиг фон Фриберт (* 1793; † 24 февруари 1874), викомте, женен на 6 септември 1813 г. за графиня Мария Анна Еверилда Урсула Естерхази де Галанта (* 10 февруари 1791; † 22 февруари 1874, Виена)